# Jakob Wimpfeling
Jakob Wimpfeling (även Wimpheling eller Wympfeling) född den 27 juli 1450 i Schlettstadt, död där den 17 november 1528, var en elsassisk romersk-katolsk präst, skald, pedagog och historieskrivare, en representant för renässanshumanismen.